# Droga krajowa nr 125 (Kostaryka)
Droga krajowa nr 125 (hiszp. Ruta Nacional Secundaria 125/Ruta 125) – jedna z dróg krajowych w Kostaryce. Znajduje się ona w prowincjach Alajuela.

## Opis
W prowincji Alajuela droga krajowa nr 125 przebiega przez kanton Alajuela (przez dystrykty Alajuela i Carrizal).